# Stylolidia pectinata
Stylolidia pectinata är en insektsart som beskrevs av Nielson 1986. Stylolidia pectinata ingår i släktet Stylolidia och familjen dvärgstritar. Inga underarter finns listade i Catalogue of Life.